# Ceeceenus quadrus
Ceeceenus quadrus is een zachte koraalsoort uit de familie Paralcyoniidae. De koraalsoort komt uit het geslacht Ceeceenus. Ceeceenus quadrus werd in 2006 voor het eerst wetenschappelijk beschreven door van Ofwegen & Benayahu. 